# 三浦梅園
三浦梅園（1723年9月1日—1789年4月9日），名晋，号梅园，字安貞，日本江户时代的思想家、哲学家，醫生。豐後國人。主要著作有《敢語》、《贅語》和《玄语》，這三部著作統稱梅園三語。其他著作還有《造物餘譚》。他依据《易经》、《庄子》、佛教哲学和自然科学知识創立了条理学。